# Harald Zwart

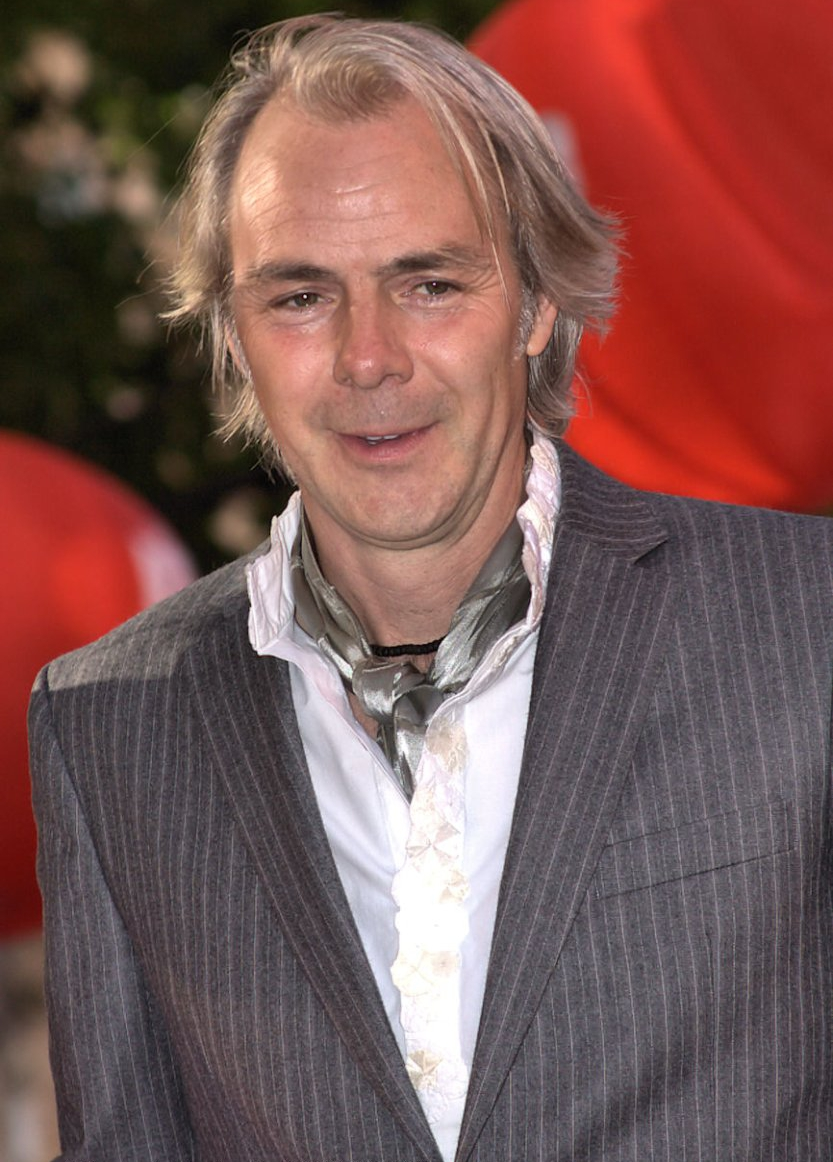
Harald Zwart

Harald Zwart (* 1. Juli 1965 in den Niederlanden) ist ein norwegischer Regisseur und Produzent.

## Leben
Obwohl Zwart in den Niederlanden geboren ist, lebte er die meiste Zeit in Fredrikstad in Norwegen. Zwarts Debütfilm trägt den Titel Commander Hamilton (1998). Neben Kurzfilmen und Musikvideos schuf er die Hollywood-Komödien Eine Nacht bei McCool’s (2001) und Agent Cody Banks (2003). Weiterhin drehte er die norwegischen Komödiensportfilme Lange flate ballær (2006), Lange Flate Ballær 2 (2008) und Lange flate ballær III (2022). Seine erfolgreichsten Kinofilme waren in den Jahren 2008 Der rosarote Panther 2 und 2010 Karate Kid. In beiden Fällen handelte es sich um Neuverfilmungen.

## Filmografie (Auswahl)
als Regisseur
- 1998: Commander Hamilton
- 2001: Hamilton (Fernsehfilm)
- 2001: Eine Nacht bei McCool’s (One Night at McCool’s)
- 2003: Agent Cody Banks
- 2006: Lange flate ballær
- 2008: Lange flate ballær II
- 2009: Der rosarote Panther 2 (The Pink Panther 2)
- 2010: Karate Kid
- 2013: Chroniken der Unterwelt – City of Bones (The Mortal Instruments: City of Bones)
- 2017: The 12th Man – Kampf ums Überleben (Den 12. mann)
- 2022: Lange flate ballær III